# Olfersia cervina
Olfersia cervina är en träjonväxtart som först beskrevs av Carolus Linnaeus, och fick sitt nu gällande namn av Kze. Olfersia cervina ingår i släktet Olfersia och familjen Dryopteridaceae. Inga underarter finns listade.